# Profibus DP
Profibus DP (с англ. Process Field Bus — шина полевого уровня и англ. Decentralized Peripherals — децентрализованные внешние периферийные устройства) — профиль протоколов промышленной сети Profibus для взаимодействия периферийного оборудования (преобразователь частоты, устройство плавного пуска и пр.) на полевом уровне.

## Описание
Использует уровни модели OSI:
- 1 — физический уровень — отвечает за характеристики физической передачи
- 2 — Канальный уровень — определяет протокол доступа к шине
- 3 — Прикладной уровень — отвечает за прикладные функции

Данная сеть была спроектирована для высокоскоростной передачи данных между устройствами. В данной сети центральные контроллеры (программируемые логические контроллеры и PC) связаны с их распределёнными полевыми устройствами через высокоскоростную последовательную связь. Большинство передач данных осуществляется циклическим способом.
В качестве ведущего устройства могут использоваться контроллеры. Как ведомые устройства, могут использоваться приводы, клапаны или устройства ввода-вывода.
С помощью Profibus DP могут быть реализованы Mono и MultiMaster системы. Основной принцип работы заключается в следующем: центральный контроллер (ведущее устройство) циклически считывает входную информацию с ведомых устройств и циклически записывает на них выходную информацию. При этом время цикла шины должно быть короче, чем время цикла программы контроллера, которое для большинства приложений составляет приблизительно 10 мс. В дополнение к циклической передаче пользовательских данных, Profibus DP предоставляет широкие возможности по диагностике и конфигурированию. Коммуникационные данные отображаются специальными функциями как со стороны ведущего, так и со стороны ведомого устройства.
Диагностические функции Profibus DP позволяют быстро локализовать сбои в системе. Диагностические сообщения передаются по шине мастеру, сообщения делятся на три уровня:
- связанная со станцией диагностика — определяет состояние всего устройства (перегрев, низкое напряжение и т. д.)
- связанная с модулем диагностика — сообщения связанные с ошибками в том или ином входном/выходном модуле
- связанная с каналом диагностика — определяют ошибку конкретного бита входа/выхода.

Поведение системы при использовании протокола DP определяется состоянием ведущего устройства. Существует три основных состояния:
- ОСТАНОВ — в этом состоянии не происходит передачи данных между ведущим устройством и периферией
- ОЧИСТКА — ведущее устройство считывает информацию с ведомых устройств и держит выходы в состоянии защиты от сбоев
- РАБОТА — ведущее устройство находится в состоянии приёма или передачи данных с периферией

Ведущее устройство циклически посылает информацию о своём состоянии всем ведомым устройствам, присоединённым к нему. Передача данных между ведущим и ведомым устройствами делится на три фазы:
1. параметризация
2. конфигурирование
3. передача данных

На 1 и 2 стадиях ведомое устройство сравнивает свою текущую конфигурацию с конфигурацией, ожидаемой ведущим устройством, и, только если они совпадают, происходит передача данных. В дополнение к обычной передаче пользовательских данных, ведущее устройство может посылать управляющие команды одному, группе или всем своим ведомым устройствам. Существует две таких команды. Одна переводит ведомые устройства в режим sync (все выходы блокируются в текущем состоянии), другая — переводит в режим freeze (все входы блокируются в текущем состоянии). Вывод из этих режимов происходит с помощью команд unsync и unfreeze соответственно.
В дополнение к данной системе передачи, существуют расширенные DP функции, которые позволяют производить ациклическое чтение и запись параллельно циклической передаче данных.